# Deutsche Leichtathletik-Meisterschaften 1926
Die 28. Deutschen Leichtathletik-Meisterschaften wurden wie schon im Vorjahr in zwei nach Geschlechtern getrennten Wettbewerben veranstaltet: Die Männer ermittelten ihre Meister am 7. und 8. August 1926 in Leipzig, die Frauen ihre Meisterinnen am 22. August 1926 in Braunschweig.

## Wettbewerbsprogramm
Im Wettkampfprogramm gab es auch in diesem Jahr wieder Änderungen:
- Einmalig wurde als Mittelstrecke ein 1000-Meter-Lauf der Frauen ins Programm aufgenommen, der ab dem Folgejahr durch den international üblicheren 800-Meter-Lauf abgelöst wurde.
- Ein weiterer neuer Wettbewerb im Frauenbereich war der Schlagballwurf, der bis 1933 im Meisterschaftsprogramm blieb.
- Im zum zweiten Mal ausgetragenen Dreikampf der Frauen gab es eine Disziplinumstellung: Anstelle des Schlagballwurfs kam der Diskuswurf ins Programm, sodass der Wettbewerb jetzt aus 100-Meter-Lauf, Hochsprung und Diskuswurf bestand, ausgetragen an einem Tag.

## Ausgelagerte Disziplinen
Einige Wettbewerbe wurden ausgelagert:
- Waldlauf (Männer) mit Einzel- und Mannschaftswertung – Siegburg, 11. April
- 25.000 m (Männer) – Berlin, 15. August
- Zehnkampf – Braunschweig, 21./22. August (im Rahmen des Meisterschaftsprogramms der Frauen)
- Marathonlauf (Männer) – Braunschweig, 22. August (im Rahmen des Meisterschaftsprogramms der Frauen)
- 50-km-Gehen (Männer) – Berlin, 3. Oktober

## Rekorde
Es wurde ein neuer Weltrekord (WR) aufgestellt. Darüber hinaus gab es zwei neue deutsche Rekorde (DR) und eine neue deutsche Bestleistung (DBL).
- Weltrekord:[1]
  - Diskuswurf: 38,34 m – Milly Reuter (SC Frankfurt 1880)
- Deutsche Rekorde:[2]
  - 100-Meter-Lauf: 10,4 s – Helmut Körnig (SC Schlesien Breslau). Im Finale lief Helmut Körnig sogar 10,3 s, allerdings war der Rückenwind zu stark.
  - Weitsprung: 7,36 m – Rudolf Dobermann (SC Marienburg Köln)
- Deutsche Bestleistung:
  - Marathonlauf 2:41:09 h[3] – Artur Reichmann (Sportfreunde Siegen)

## Ergebnisübersichten
Die folgenden beiden Übersichten fassen die Medaillengewinner und -gewinnerinnen aller Wettbewerbe von 1926 zusammen.

### Medaillengewinner Männer
| Disziplin                                      | Gold                                                                    | Leistung        | Silber                                                            | Leistung       | Bronze                                                     | Leistung       |
| ---------------------------------------------- | ----------------------------------------------------------------------- | --------------- | ----------------------------------------------------------------- | -------------- | ---------------------------------------------------------- | -------------- |
| 100 m                                          | Helmut Körnig (SC Schlesien Breslau)                                    | 10,3 sw00       | Kurt Dreibholz (Schwarz-Weiß Essen)                               | 10,4 s0000     | Werner Wege (VfB Leipzig)                                  | 10,4 s00       |
| 200 m                                          | Helmut Körnig (SC Schlesien Breslau)                                    | 21,5 s00000     | Werner Wege (VfB Leipzig)                                         | 21,8 s00       | Erich Klähn (DSC Berlin)                                   | 22,0 s00       |
| 400 m                                          | Otto Peltzer (SC Preußen Stettin)                                       | 49,0 s00000     | Otto Faist (Karlsruher FC Phönix)                                 | 49,3 s00       | Reinhold Schmidt (SC Teutonia 99 Berlin)                   | 50,0 s00       |
| 800 m                                          | Herbert Böcher (SCC Berlin)                                             | 2:00,5 min000   | Hermann Engelhard (SV Darmstadt 98)                               | 2:00,6 min     | Fritz Schoemann (VfB Breslau)                              | 2:00,9 min     |
| 1500 m                                         | Otto Peltzer (SC Preußen Stettin)                                       | 4:09,2 min000   | Helmuth Krause (SC Teutonia 99 Berlin)                            | 4:10,5 min     | Willi Boltze (SC Preußen Stettin)                          | 4:10,7 min     |
| 5000 m                                         | Siegfried Dieckmann (DSV 1878 Hannover)                                 | 15:13,2 min000  | Peter Frandsen (SV Oldesloe)                                      | 15:35,3 min    | Bernhard Tomberg (SV 09 Geldern)                           | 15:50,8 min    |
| 10.000 m                                       | Alfred Rätze (VfB Luckenwalde)                                          | 32:20,8 min000  | Otto Petri (Hellas Hamburg)                                       | 32:27,2 min    | Paul Wiese (Berliner SC)                                   | 32:46,0 min    |
| 25.000 m                                       | Kurt Schneider (TSG Germania Hirschberg)                                | 1:27:38 h000000 | Franz Wanderer (VfL Potsdamer Sportfreunde)                       | 1:30:03 h000   | Heinrich Brauch (Polizei SV Berlin)                        | 1:31:08 h000   |
| Marathon                                       | Artur Reichmann (Sportfreunde Siegen)                                   | 2:41:09 h DBL   | Paul Hempel (SCC Berlin)                                          | 2:47:40,4 h0   | Franz Wanderer (VfL Potsdamer Sportfreunde)                | 2:50:37,2 h0   |
| 110 m Hürden                                   | Heinrich Troßbach (Berliner SC)                                         | 15,3 s00000     | Morgenroth (DSV München)                                          | 16,3 s00       | Ewald Schulze (Polizei SV Berlin)                          |                |
| 400 m Hürden                                   | Otto Peltzer (SC Preußen Stettin)                                       | 54,9 s00000     | Heinrich Troßbach (Berliner SC)                                   | 56,7 s00       | Walter Kurallus (Berlin)                                   | 58,8 s00       |
| 4 × 100 m Staffel                              | Karlsruher FC PhönixAlex Nathan Otto Faist Kurt von Rappard Robert Suhr | 42,1 s00000     | Berliner SCPeter-Paul Wiese Heinrich Troßbach Bruno Malitz Menzel | 42,2 s00       | Preussen KrefeldSalz Arthur Wernsing Hubert Houben Haumann | 42,3 s00       |
| 3 × 1000 m Staffel                             | SC Preußen StettinWilli Boltze Hein Heller Otto Peltzer                 | 7:45,4 min000   | TSV 1860 MünchenWalter König Ernst Hofmann Carl Jenuwein          | 7:45,6 min     | VfB BreslauFritz Schoemann Heinrich Böselt Werner Friebe   | 7:50,0 min     |
| 50-km-Gehen                                    | Karl Hähnel (Schwarz-Weiß Erfurt)                                       | 4:37:39,5 h0000 | Paul Sievert (Neuköllner Sportfreunde)                            | 4:53:52,0 h00  | Erich Schülke (Neuköllner Sportfreunde)                    | 5:06:45,0 h00  |
| Hochsprung                                     | Fritz Huhn (VfB Jena)                                                   | 1,80 m000       | Otto Betz (DSC Berlin)                                            | 1,80 m         | Heinz Ziesemann (Eintracht Braunschweig)                   | 1,75 m         |
| Stabhochsprung                                 | Karl Möbius (VfL 06 Saalfeld)                                           | 3,60 m000       | Willi Gröber (VfR Zeitz)                                          | 3,40 m         | Fritz Werkmeister (Berliner SC)                            | 3,40 m         |
| Weitsprung                                     | Rudolf Dobermann (SC Marienburg Köln)                                   | 7,36 m DR       | Henry Schumacher (SC Victoria Hamburg)                            | 7,10 m         | Martin Hoffmann (VfB Leipzig)                              | 7,02 m         |
| Kugelstoßen                                    | Willi Schröder (Dortmunder SC 1895)                                     | 13,66 m000      | Georg Brechenmacher (Eintracht Frankfurt)                         | 13,41 m        | Hans Zeder (SV Jahn München)                               | 13,01 m        |
| Kugelstoßen beidarmig                          | Georg Brechenmacher (Eintracht Frankfurt)                               | 24,74 m000      | Hans Zeder (SV Jahn München)                                      | 24,08 m        | Herbert Knoop (Eimsbütteler TV)                            | 24,06 m        |
| Diskuswurf                                     | Hans Hoffmeister (Hannover 96)                                          | 44,13 m000      | Hermann Hänchen (Polizei SV Berlin)                               | 41,65 m        | Gustav Steinbrenner (Eintracht Frankfurt)                  | 40,64 m        |
| Diskuswurf beidarmig                           | Hermann Hänchen (Polizei SV Berlin)                                     | 72,91 m000      | Herbert Knoop (Eimsbütteler TV)                                   | 72,49 m        | Hans Zeder (SV Jahn München)                               | 69,84 m        |
| Speerwurf                                      | Kurt Zimmermann (VfB Breslau)                                           | 57,96 m000      | Herbert Molles (VfK Königsberg)                                   | 57,82 m        | Walter Lüdeke (DSC Berlin)                                 | 57,60 m        |
| Speerwurf beidarmig                            | Walter Lüdeke (DSC Berlin)                                              | 98,66 m000      | Oskar Günther (Stuttgarter Kickers)                               | 97,15 m        | Herbert Molles (VfK Königsberg)                            | 96,13 m        |
| Zehnkampf, offiz. Wert. 2. Zeile: 1985er Wert. | Arthur Holz (Charlottenburger TG)                                       | 636 P (5936 P)  | Kurt Weiß (Berliner SC)                                           | 608 P (5746 P) | Hermann Westerhaus (Berliner SC)                           | 599 P (5671 P) |
| Waldlauf – ca. 10.000 m                        | Alfred Rätze (VfB Luckenwalde)                                          | 35:23,0 min000  | Willi Dreckmann (SV Polizei Hamburg)                              | 35:23,4 min    | Wiese (Berliner SC)                                        | 35:43,2 min    |
| Waldlauf, Mannschaftswertung                   | VfL SiegburgJosef Schlemmer Albert Kilp Jean Kastenholz                 |                 | SV Polizei Hamburg 1Willi Dreckmann Groth Sandfuchs               |                | SV Polizei Hamburg 2Tesmer Springer Gosch                  |                |

### Medaillengewinnerinnen Frauen
| Disziplin         | Gold                                                             | Leistung   | Silber                                                                               | Leistung   | Bronze                                                            | Leistung   |
| ----------------- | ---------------------------------------------------------------- | ---------- | ------------------------------------------------------------------------------------ | ---------- | ----------------------------------------------------------------- | ---------- |
| 100 m             | Gundel Wittmann (SCC Berlin)                                     | 12,5 s00   | Emmi Haux (SC Frankfurt 1880)                                                        | 12,6 s00   | Ilse Drieling (SC Viktoria Magdeburg)                             |            |
| 1000 m            | Lina Batschauer (SC Baden-Baden)                                 | 3:20,8 min | Knieß (SCC Berlin)                                                                   | 3:27,2 min | Wally Lingner (Eisenbahn-SV Berlin)                               | 3:28,0 min |
| 4 × 100 m Staffel | Berliner SCLilli Henoch Cläre Voss Charlotte Köhler Gerda Pöting | 52,9 s00   | SC Viktoria MagdeburgAnneliese Jacke Lieselotte Hellmann Ilse Drieling Rose Drieling | 53,0 s00   | TSV 1860 MünchenEmma Heiß Luise Holzer Agathe Karrer Rosa Kellner | 53,2 s00   |
| Hochsprung        | Eva von Bredow (SC Brandenburg Berlin)                           | 1,495 m00  | Maria Amthor (1. FC Schweinfurt 05)                                                  | 1,48 m     | Elaine Gütschow geb. Kindermann (Akademischer SV Dresden)         | 1,48 m     |
| Weitsprung        | Gertrud Mäckelmann (SCC Berlin)                                  | 5,18 m000  | Emma Heiß (TSV 1860 München)                                                         | 5,16 m     | Eva von Bredow (SC Brandenburg Berlin)                            | 5,10 m     |
| Kugelstoßen       | Grete Heublein (Polizei SV Elberfeld)                            | 11,49 m000 | Lilli Henoch (Berliner SC)                                                           | 11,11 m    | Anneliese Jacke (SC Viktoria Magdeburg)                           | 10,73 m    |
| Diskuswurf        | Milly Reuter (SC Frankfurt 1880)                                 | 38,34 m WR | Charlotte Mäder (Sportclub Bernau)                                                   | 36,20 m    | Ruth Lange (SCC Berlin)                                           | 34,67 m    |
| Speerwurf         | Auguste Hargus (LBV Phönix Lübeck)                               | 34,59 m000 | Emmi Haux (SC Frankfurt 1880)                                                        | 30,10 m    | Charlotte Mäder (Sportclub Bernau)                                | 29,62 m    |
| Schlagballwurf    | Mimi Luxem (Eimsbütteler TV)                                     | 66,68 m000 | Gundel Wittmann (SCC Berlin)                                                         | 61,74 m    | Ilse Junge (SC Preußen Itzehoe)                                   | 60,73 m    |
| Dreikampf         | Mimi Luxem (Eimsbütteler TV)                                     | 250 P      | Gertrud Gladitsch (Karlsruher FC Phönix)                                             | 207 P      | Elaine Gütschow geb. Kindermann (Akademischer SV Dresden)         | 199 P      |